# Зеленяр чорноголовий

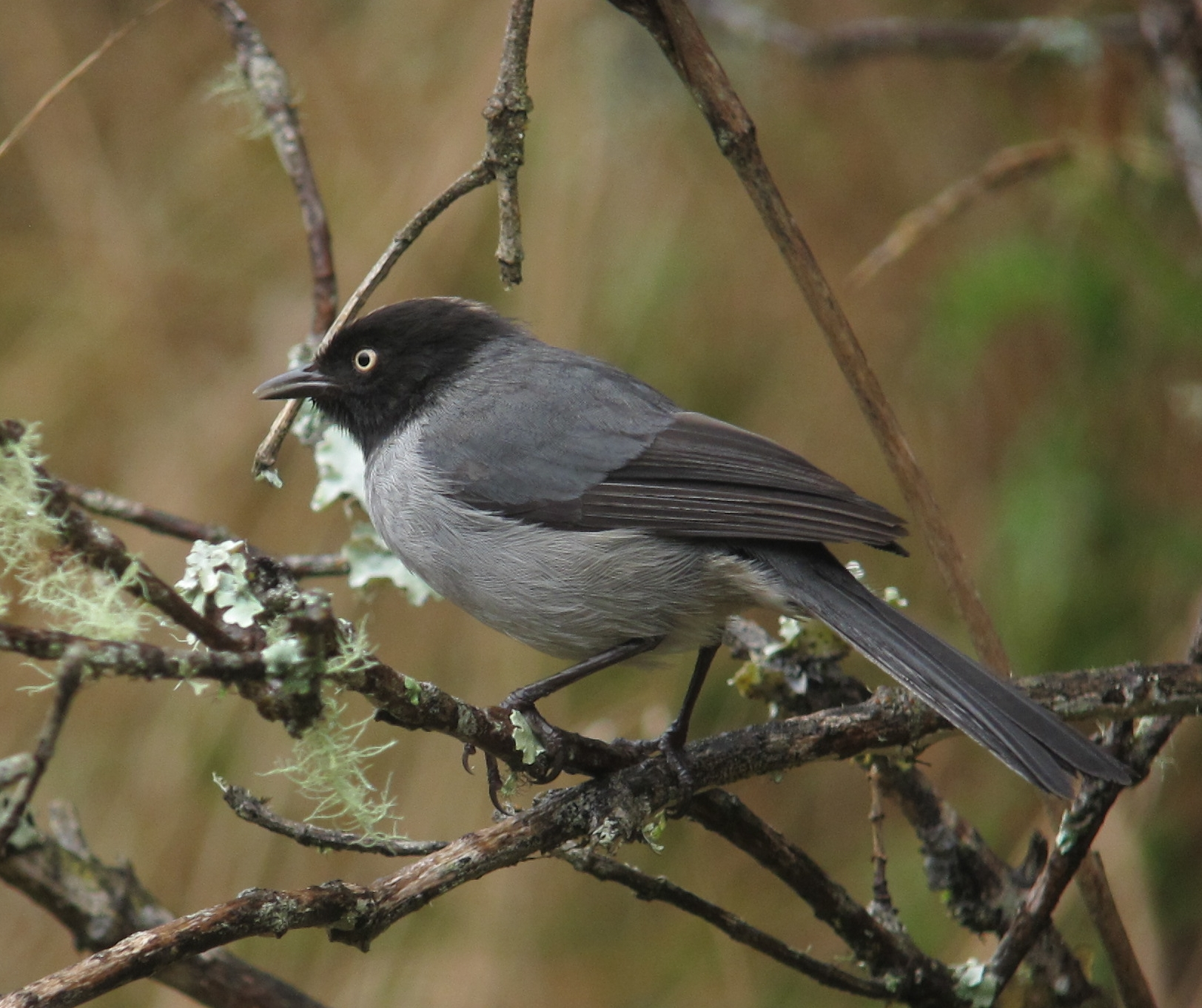
Чорноголовий зеленяр

Зеленя́р чорноголовий (Pseudospingus verticalis) — вид горобцеподібних птахів родини саякових (Thraupidae). Мешкає в Андах.

## Поширення і екологія
Чорноголові зеленярі мешкають на заході Венесуели (Тачира), в Колумбії, Еквадорі і північному Перу (П'юра, Кахамарка). Вони живуть в кронах вологих гірських тропічних лісів та на узліссях. Зустрічаються на висоті від 2700 до 3600 м над рівнем моря.